# Мирошниченко, Евгений Витальевич
Евгений Витальевич Мирошниченко (род. 28 декабря 1978, Донецк) — украинский шахматист, гроссмейстер (2002). В 2003 и 2008 гг.  победил в чемпионате Украины по шахматам.

## Биография
Родился в Донецке 28 декабря 1978 года.
Входил в команду Славянского детско-юношеского шахматного клуба «Чигоринец». Чемпион Славянска среди взрослых.
В 1994 году переехал в Донецк и стал заниматься в городском шахматно-шашечном клубе.
Один из авторов газеты «Ладья» (рубрика газеты «Донбасс»).
В 2003 году Евгений Витальевич Мирошниченко стал Чемпионом Украины по шахматам.
В 2006 году Евгений Мирошниченко стал победителем международного шахматного турнира «Инавтомаркет-опен».
В 2008 году Евгений Витальевич становится во второй раз Чемпионом Украины по шахматам.
Бывший тренер сборной Турции.
В последние годы переключился на тренерскую, а также журналистскую и комментаторскую деятельность. С марта 2020 года и по настоящее время является одним из постоянных комментаторов на Youtube канале Levitov Chess.
| Графики недоступны из-за технических проблем. См. информацию на Фабрикаторе и на mediawiki.org. |